# Carl Reuther (Unternehmer, 1834)

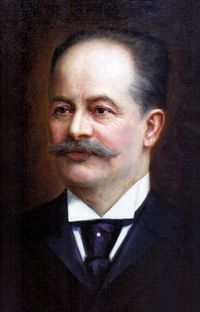
Carl Reuther um 1900

Franz Carl Reuther (* 17. August 1834 in Hennef an der Sieg; † 9. Februar 1902 ebenda) war ein deutscher Industrieller und Industriepionier.

## Leben

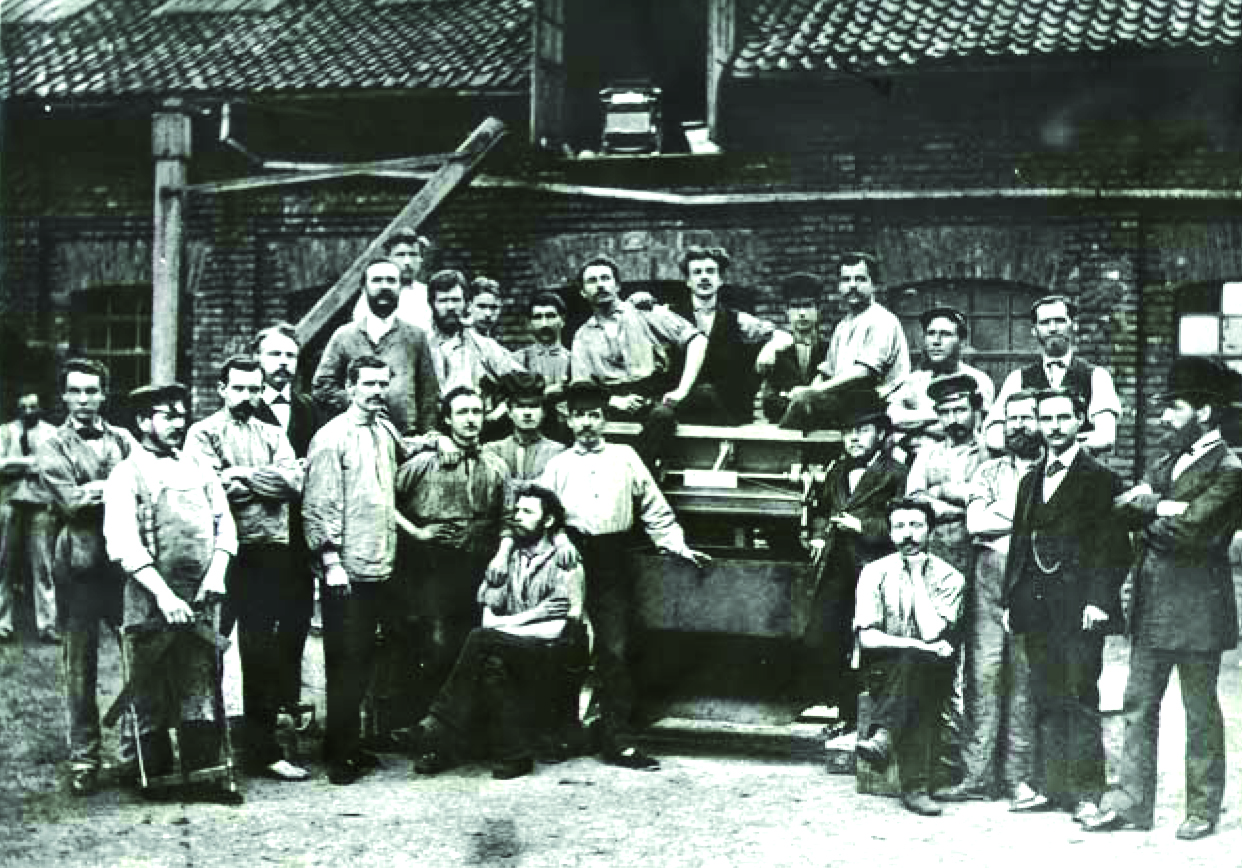
Foto der Belegschaft der Maschinenfabrik C. Reuther & Reisert 1882. Ganz rechts Carl Reuther, an der Waage Eduard Reisert

Franz Carl Reuther wurde am 17. August 1834 als Sohn von Peter Reuther und Franziska Röttger auf dem Zissendorfer Hof in Hennef an der Sieg geboren. Sein Vater betrieb dort eine Landwirtschaft und hatte eine Stelle beim Landratsamt. Daneben war er Vorsteher der Hennefer Postexpedition und Hilfsgerichtsschreiber.
Carl Reuther besuchte die Elementarschule und machte danach auf Wunsch seines Vaters eine Schlosserlehre in Bonn. Nach dem Anschluss ging er als Geselle auf Wanderschaft. Es folgte der Militärdienst nach dessen Ende er abermals auf Wanderschaft ging. Diesmal auch nach Lüttich und Paris, wo er seine spätere Frau kennenlernte. Besonders durch seine Tätigkeit in Lüttich, damals eine Hochburg des Maschinenbaus, erlangte er eine Fülle an Fachwissen. Er machte sich als Mechaniker selbstständig und fertigte Pressen und Stempel, bis eine Krankheit ihn zwang dieses Geschäft aufzugeben. 1861 kehrte er nach Hennef zurück und übernahm die Stelle eines Hilfsgerichtsschreibers sowie am 1862 die eines Postexpeditionsgehilfens. Im Frühjahr 1862 eröffnete er im Elternhaus wieder eine Werkstatt und ließ in der Scheune Waggons für die Bröltalbahn bauen. Nach dem Besuch der Weltausstellung in Paris 1867 begann er mit der Produktion von landwirtschaftlichen Maschinen nach angelsächsischem Vorbild sowie Dezimalwaagen und Tresore. Er beschäftigte zu dieser Zeit in seiner Werkstatt bis zu 18 Mitarbeiter.
Um weiter zu expandieren, gründete Carl Reuter 1869 mit dem Investor Josef Schmitz de Prée die Carl Reuther & Co. Landwirtschaftliche Maschinenfabrik Hennef und baute zwischen Frankfurter Straße und Sieg eine neue Fabrik mit Verwaltungsgebäude und Wohnhaus. Um die Mitte der 1870er Jahre produzierte man dort mit 150 Mitarbeitern jährlich 2000 Häcksel- und Dreschmaschinen sowie 5000 Mähmaschinen. 1879 wurde das Unternehmen in eine Aktiengesellschaft umgewandelt. Nach Unstimmigkeiten legte Carl Reuter die Leitung nieder und ging 1880 in den Ruhestand. Im selben Jahr trat er dem Verein Deutscher Ingenieure (VDI) und dem Kölner Bezirksverein des VDI bei.
Nachdem er den Kölner Ingenieur Eduard Reisert kennengelernt hatte, gründeten beide in Hennef am 1. Juli 1881 die Hennefer Maschinenfabrik C. Reuther & Reisert (später Chronos-Werke). Das erste Fabrikgebäude wurde noch im gleichen Jahr direkt neben der Carl Reuther & Co AG errichtet. In der Folgezeit entwickelte man dort gemeinsam die erste eichfähige, automatische Waage der Welt und erhielt im Dezember 1882 dafür den Patentschutz. Am 12. April 1883 erteilte das Kaiserliche Normal Aichungs Commission zudem die Zulassung als Wertmesser für die sogenannte Chronos-Waage, die in den Folgejahren weltbekannt wurde. 1897 stiftete er der Gemeinde ein Grundstück und Mittel zur Einrichtung einer gewerblichen Fortbildungsschule. Carl Reuter starb 1902 und sein Sohn Wilhelm Reuther trat die Nachfolge an.

## Würdigung
Das Wirken von Carl Reuther ist heute bedeutender Teil der Industriegeschichte von Hennef an der Sieg und Teil des touristischen Stadtmarketings. Der Zissendorfer Hof gilt dabei als Wiege der Industrialisierung in Hennef.

### Historische Spuren

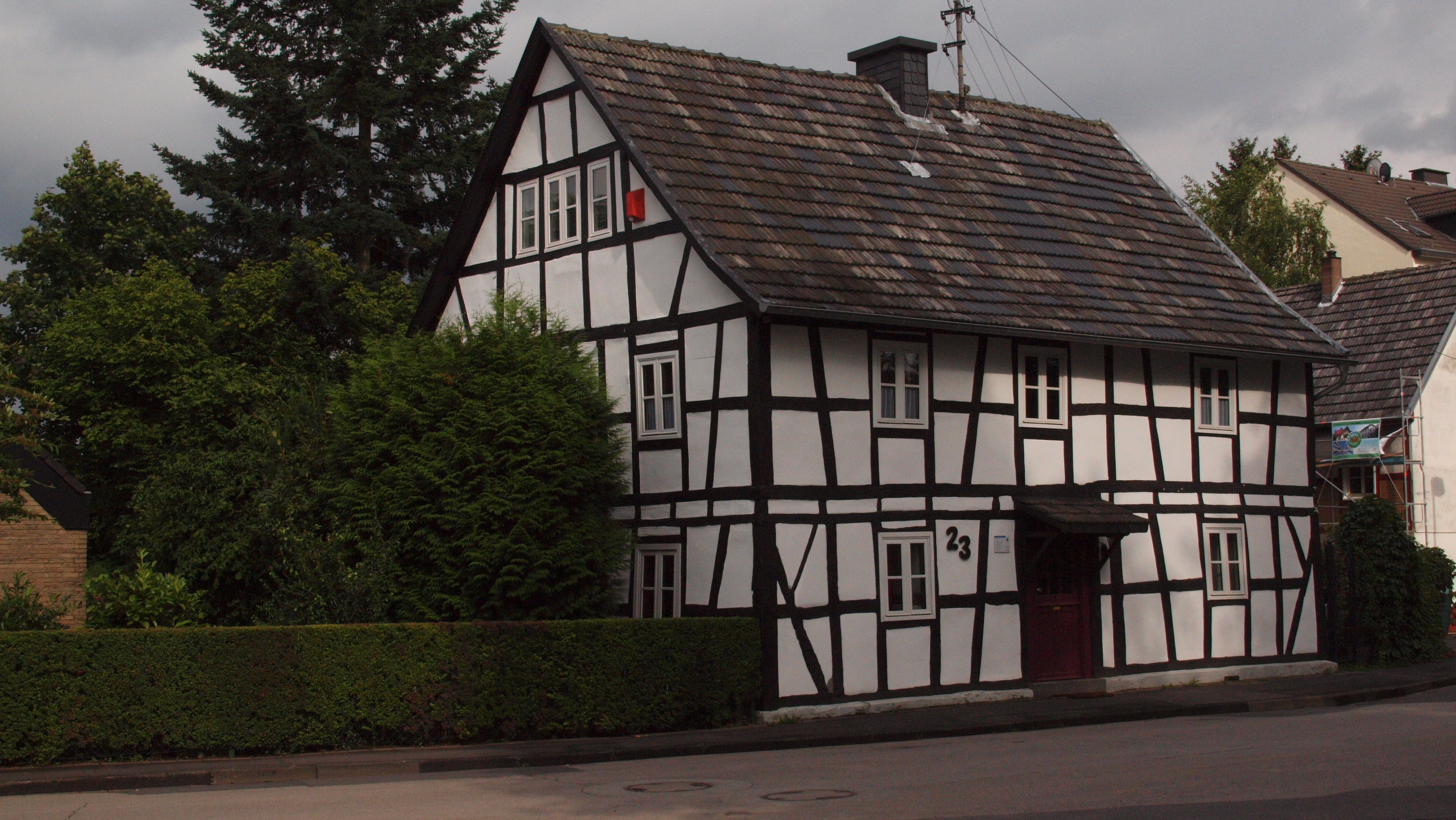
Geburtshaus Siegfeldstr. 23 (Zissendorfer Hof) in Hennef

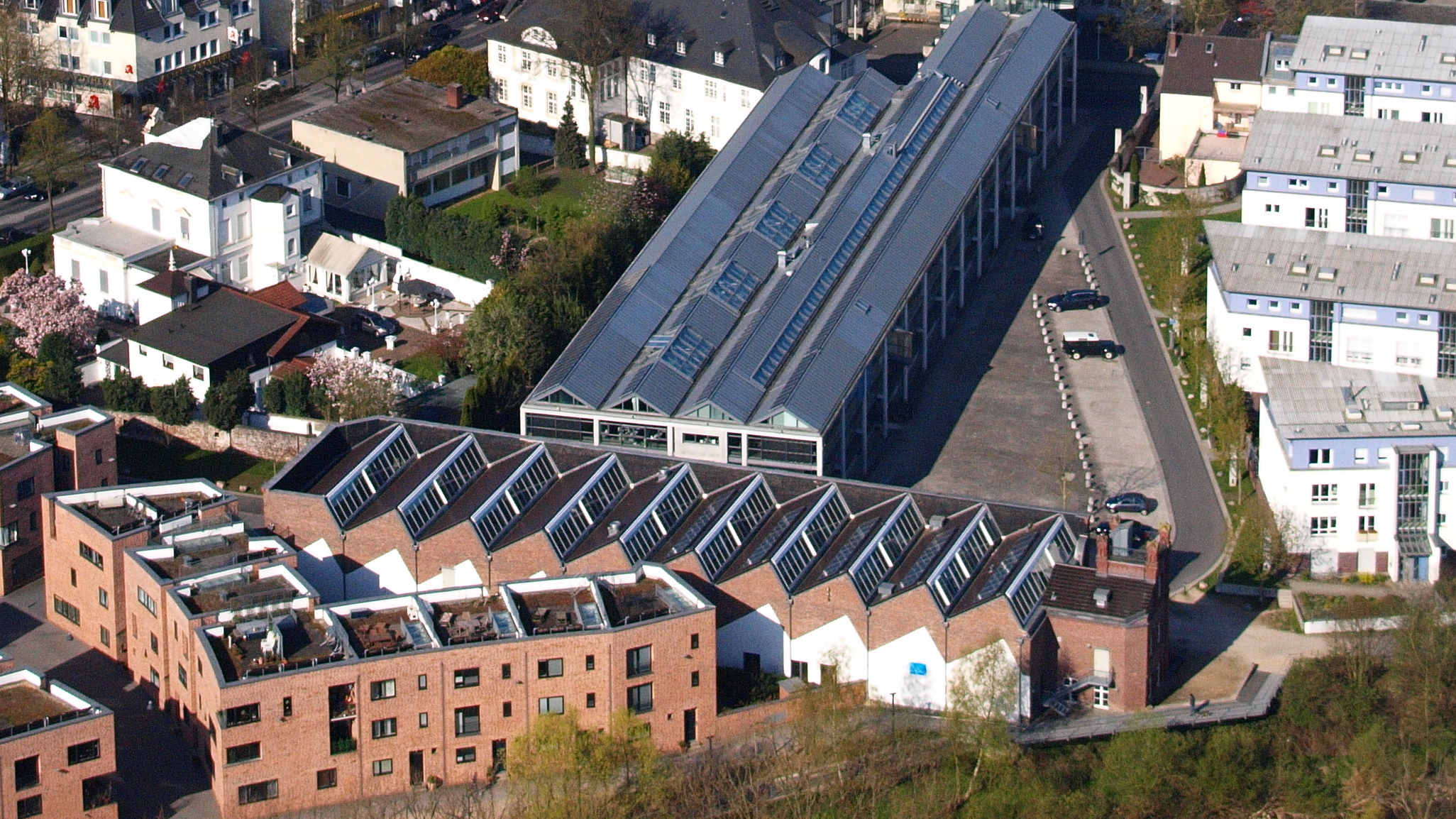
Gelände der ehemaligen Chronos-Werke. Links oben das Wohnhaus

- Sein Geburtshaus in der Siegfeldstraße 23 steht heute unter Denkmalschutz.[5][6]
- Die von ihm miterbauten Chronos-Werke stehen heute teilweise unter Denkmalschutz und sind Teil des Quartier Chronos.[5][7][6]
- Die von ihm 1897 gestiftete Gewerbliche Fortbildungsschule der Carl-Reuther-Stiftung war die erste Fortbildungsschule dieser Art in Hennef und existiert noch heute als Carl-Reuther-Berufskolleg des Rhein-Sieg-Kreises in Hennef.[2][8]
- Das alte Gebäude der gewerblichen Fortbildungsschule aus dem Jahr 1899 wurde 1983 für den neuen Marktplatz abgerissen.[3]
- Drei frühere Meister der Carl Reuther Maschinenfabrik gründeten in Hennef eigene Unternehmen. Darunter 1878 der Schlossermeister Johann Steimel mit der Johan Steimel Maschinenfabrik und Johan Friedrich Jacobi mit der Joh. Fried. Jacobi Eisen- und Metallgießerei sowie Joseph Meys 1881 mit der Josef Meys Maschinenfabrik.[1] Weniger erfolgreich war der ehemalige Betriebsleiter Eugen Keppler mit seiner 1882 gegründeten Maschinenfabrik.
- Sein Wohnhaus in der Frankfurter Straße 95, erbaut um 1900 nach Plänen des Architekten Josef Bröhl, wurde von 2010 bis 2011 restauriert und steht unter Denkmalschutz. Es ist heute noch im Besitz der Familie Reuther.[5][6]
- Die von ihm mitentwickelte Chronos-Waage wird heute als Welterfindung aus Hennef in der Dauerausstellung Gewichte, Waagen und Wägen im Wandel der Zeit und im Hennefer Waagen-Wanderweg gewürdigt.[3]
- In Hennef gibt es die nach ihm benannte Reutherstraße.
- Im August 2009 feierte die Stadt Hennef mit einem Festakt den 175. Geburtstag von Carl Reuther.